# صورة نمطية حيوانية

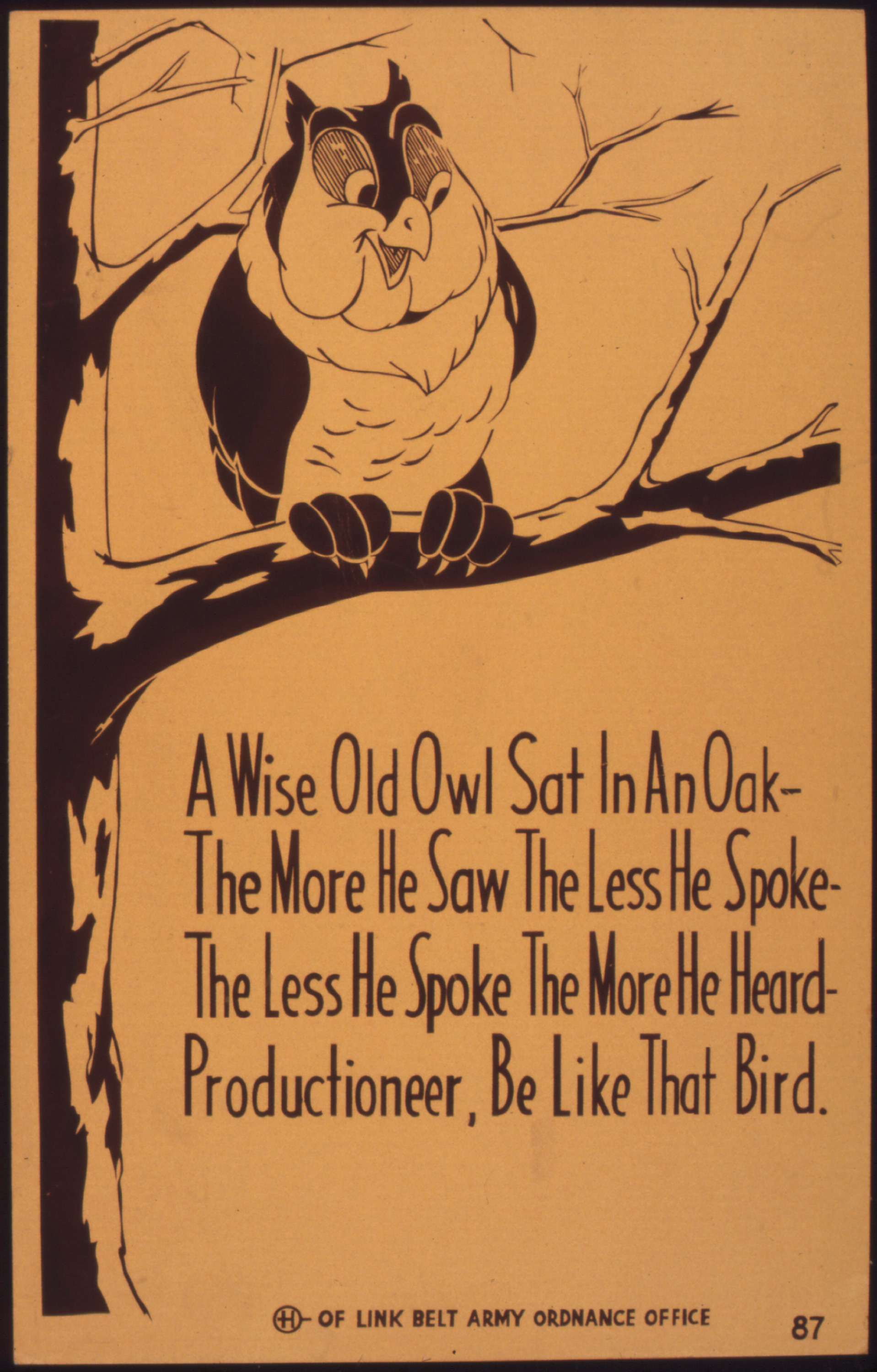
"البومة العجوز الحكيمة" في هذا الملصق من الأربعينات مثال على الصور النمطية الحيوانية

عند تجسيم حيوان معين قد يتم ربط مواصفاته ببعض الصور النمطية. عادة ما تكون هذه الصور مبالغة لمواصافات أو نشاطات حقيقية يقوم بها الحيوان، وفي حالات أخرى قد يكون أصل الصور النمطية هو الميثولوجيا، بحيث تعوض هذه الأخيرة أي حكم مبني على ملاحظة لنشاطات الحيوان. بعضها قد ينتشر بفضل ظهور واحد في وسائل الإعلام، فمثلا فيلم بامبي الذي أصدرته سنة 1942 شركة ديزني يظهر بطل القصة الأيل بامبي على أنه حيوان حساس وبريء. عندما تنتشر صورة نمطية لحيوان ما بشكل كبير في المجتمع، تصبح وسيلة مختصرة للتعبير عن مواصفات معينة في النقاشات أو وسائل الإعلام.
بينما يستعمل بعض الكتاب هذه الصور النمطية الحيوانية كما هي، فإن البعض الآخر يعكس هذه الصور ضد توقعات القارئ ليفاجئه ولخلق المتعة، مثل خنزير منظم ونظيف أو أسد جبان.
بعض الصور النمطية الحيوانية المعاصرة تعود لخرافات إيسوب والتي بني بعضها على قصص حيوانات مصر القديمة. انتشرت الصور النمطية الخاصة بـإيسوب في عصر بليناس الحكيم بشكل كبير لدرجة أنها أصبحت ممثلة للطبيعة الحقيقية للحيوانات:
"وهنالك قيمة جذابة له، فهو يضع الحيوانات في الضوء ويجعلهم مثيرين لاهتمام الإنسان. وبسبب الكبر مع هذه القصص وسماعها منذ الطفولة، فإننا نكتسب آراء حول عدة حيوانات فنعتبر بعضها حيوانات ملكية، وبعضها غبية ومضحكة، وبعضها الآخر شريرا أو بريئا."

  — فلافيوس فيلوستراطوس 

## التصوير النمطي الحيواني بصفة عامة
تعكس عدة صور نمطية حيوانية صفات تجسيمية لا علاقة لها بسلوكات الحيوان الحقيقية. فالحيوانات اللاحمة على سبيل المثال قد ينظر إليها كشخصيات شريرة، أما فريستها فتعتبر ضعيفة وبريئة. ولذلك بينما يتغدى القرش لأسباب طبيعية وغريزية فهو يصور نمطيا في الفولكلور كشخصية «عنيفة»، وواعية باختيارها للتسبب في الألم لفريستها. تبنى بعض الصور النمطية على استنتاجات خاطئة أو مبسطة أكثر من اللازم؛ فالضبع الرقطاء مثلا تصور عادة كحيوانات جبانة تتغذى على البقايا، بينما هي في الواقع تصطاد في مجموعات ذات بنية اجتماعية معقدة.
انبثقت عدة أفكار خاطئة حول الحيوانات من الجهل. فقد كان الناس نظرا لنقص الأبحاث البيئية يخافون من حيوانات معينة لم يعلموا عنها الكثير، غير الأساطير الحضرية أو هجماتها التي أدت إلى موت الإنسان. واعتبرت حيوانات أخرى خطيرة فقط بسبب مظهرها المخيف، مما أدى إلى تصوير بعض الحيوانات كوحوش مثل العناكب، الثعابين، التماسيح، الذئاب، الخفافيش، وحيد القرن، الغوريلا، الأسود، النمور، الدببة، العقاب، الباز، النسور، البيرانا، القروش، الحيتان، والعقارب... تصويرها ك«وحوش» هو مثال آخر للتبسيط أكثر من اللازم. الحيوانات تتتبع غرائزها الطبيعية فقط ولا تسعى للهجوم على الإنسان، إلا إذا شعرت بالخطر وكانت في وضعية لا تستكيع فيها الهروب بسهولة. حتى الحيوانات المفترسة يمكن أن تهجم فقط عند شعورها بالجوع أو لحماية أبنائها. في معظم الحالات تكون الحيوانات خائفة من الإنسان وغالبا ما تهرب.
في الإتجاه المعاكس تعتبر عدة حيوانات محبوبة إذا كان لها مظهر غير مهدد وكانت تبدو ظريفة، لعوبة، ورشيقة مثل: الأرانب، الكلاب، الفئران، القطط، الخرفان، الفقمة، الدلافين، الصيدناني، القردة، الدعسوقيات، والفراشات. يعامل عدة مالكي حيوانات أليفة حيواناتهم تقريبا كأنها ألعاب أو أطفال ظرفاء، وهذا أيضا تبسيط ملحوظ. القردة مثلا قد تبدوا مسالمة، لكنها كجميع الحيوانات قد تعود لغريزتها الحيوانية في وقت غير متوقع وتعض.
بالرغم من هذه الإعتبارات فإن استعمال الصور النمطية الحيوانية (نفس الشيء بالنسبة لصور الآلات النمطية في الحياة الحقيقية والخيال) لا يتسبب عامة بالقدر الذي يتسبب به استعمال الصور النمطية البشرية من مشاكل.